# 準噶爾之役
準噶爾之役或稱準噶爾役，是17世纪至18世紀时厄魯特蒙古準噶爾部與清朝之間的戰爭，最终以清朝吞并准噶尔汗国，将西域全境纳入版图结束。清代文獻又稱之為平定準噶爾（穆麟德轉寫：jun gar be necihiyeme toktobumbi）或平定準部。
戰爭始於康熙二十七年（1688年）準噶爾首領噶爾丹攻打喀爾喀蒙古，並乘勝進兵至內蒙古；乾隆二十年（1755年），清軍侵入伊犁（今新疆伊犁州霍城縣），俘獲准噶爾首領達瓦齊，準噶爾汗國遭到清帝国滅亡。首领達瓦齊被俘後，時任定邊左副將軍的輝特部台吉阿睦爾撒納（非準噶爾人）起兵反抗清朝，天山北路再次陷入動亂。乾隆二十三年（1758年）初，逃亡的阿睦爾撒納病死於俄罗斯，俄國請清使驗看屍首，“準噶爾之事，於是大定”。
次年，清軍剿滅準噶爾的反抗軍殘部，又镇压了天山南部回部对清朝的反抗，至此西域全境底定，西北“邊患”暫告終結。平定阿睦爾撒納之後，清代蒙古未再發生大的變亂，直至1911年辛亥革命後的外蒙古獨立。
清朝与準噶爾的战争歷康熙、雍正、乾隆三朝，前後長達七十年。大清帝国吞并準噶爾後，“拓地二萬餘里”，西域的天山南北盡入清朝版圖。原準噶爾領地被稱作準部，與天山以南的回部合稱西域新疆，即「新闢疆土」，後簡稱新疆（穆麟德轉寫：ice jecen）。準噶爾之役被认为是乾隆皇帝“十全武功”之首。

## 背景

### 準噶爾部的興起
準噶爾部是蒙古厄魯特部的分支，明清之際興起於巴爾喀什湖以東伊犁河一帶。清代初年，準噶爾汗國首領巴圖爾琿臺吉及其子僧格向皇帝稱臣入貢。僧格弟噶爾丹繼位後，依舊向清廷稱臣。康熙十八年（1679年），噶爾丹得到五世達賴喇嘛授予的“博碩克圖汗”稱號，於是上疏要求清廷確認其汗號，並頒給敕印。然而噶爾丹出自綽羅斯姓，並非成吉思汗黃金家族後裔，按照蒙古傳統，沒有資格使用“汗”的稱號。理藩院以厄魯特部稱汗者不得入貢的先例為辭，指斥噶爾丹“擅稱汗號”，但又准許其納貢。此後數年間，噶爾丹出兵降服了天山南路的葉爾羌汗國，征服了吉利吉思（布魯特）、塔什干等地，擊破哈薩克部落，勢力遠及阿富汗等地，開始稱霸中亞。

### 喀爾喀部的內亂
清初，遊牧於漠北的喀爾喀蒙古分為三大部落：札薩克圖汗部、土謝圖汗部、車臣汗部，被稱為“外喀爾喀”，即後來之外蒙古。三部實際上是清朝屬國，首領為“汗”，臣屬於皇帝，但不受內地官員的管理。康熙二十三年（1684年），札薩克圖汗部發生內亂，部份屬民逃往土謝圖汗部。新繼位的札薩克圖汗成袞向土謝圖汗察琿多爾濟索要逃逸人口，察琿多爾濟不與，二人反目成仇。不久成袞卒，其子沙喇繼位。康熙二十六年（1687年），噶爾丹與沙喇結盟，共同對抗土謝圖汗部。察琿多爾濟偵知沙喇動向，於是聯絡阿拉善的羅卜藏袞布拉布坦，決定先發制人。同年秋，土謝圖汗察琿多爾濟領兵一萬出擊札薩克圖汗沙喇，將其殺害，喀爾喀陷入內戰。噶爾丹之弟多爾濟扎布也被察琿多爾濟、羅卜藏袞布拉布坦聯軍所殺。噶爾丹乘機揮師東進，意欲將喀爾喀三部置於準噶爾的統治之下。

## 經過

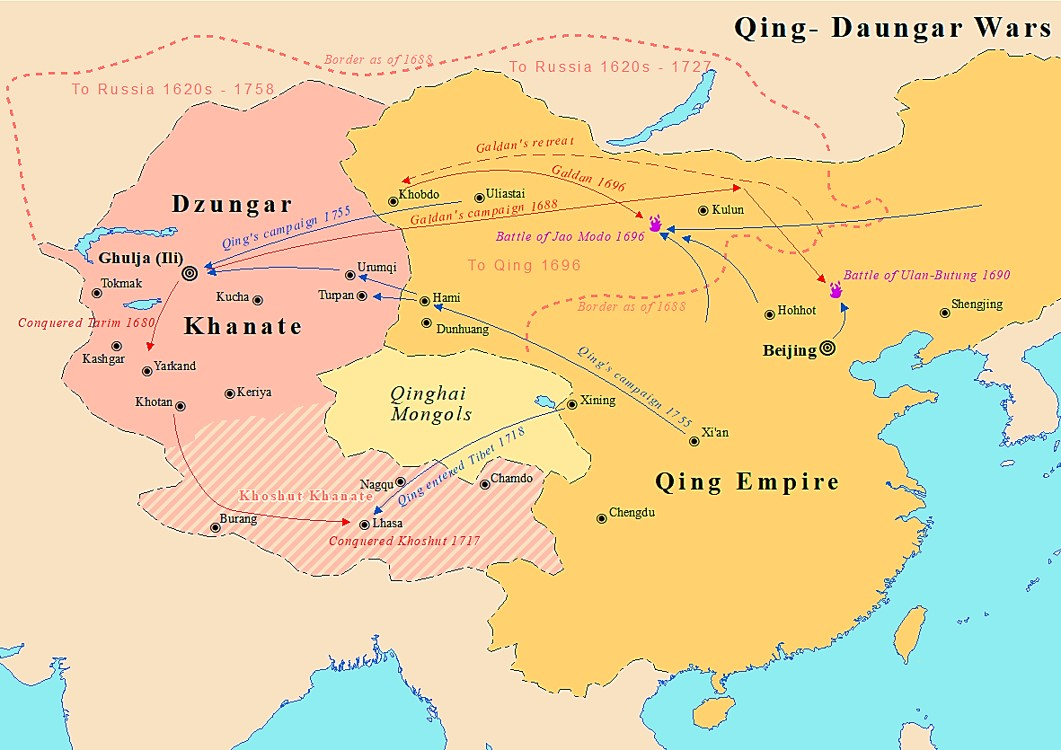
清朝和准噶尔的战争地图

### 平定朔漠
康熙帝三征噶尔丹，完全控制了外蒙古，暫時解決了來自准噶尔汗国的威胁。

#### 噶爾丹入侵喀爾喀
康熙二十七年（1688年）五月，噶爾丹領兵三萬出科布多，東征喀爾喀三部。喀爾喀舉族震動，軍民紛紛潰逃。準噶爾軍輕鬆擊潰了喀爾喀右翼的札薩克圖汗部、和托輝特部，又戰勝了前來迎擊的察琿多爾濟長子噶勒丹多爾濟。察琿多爾濟之弟哲布尊丹巴呼圖克圖先向東逃往車臣汗部，又南下逃至清朝所屬的阿巴哈納爾部（今內蒙古锡林浩特市一帶）。沙喇之弟策旺扎布率札薩克圖汗部、已故車臣汗之弟納木扎爾率車臣汗部舉族南遷，逃入清朝邊界。八月，察琿多爾濟與噶爾丹激戰於土拉河，察琿多爾濟大敗，也率部逃往內蒙古蘇尼特地界。
汹湧而來的喀爾喀諸汗、台吉及數十萬民眾突破清兵哨卡，逃入內蒙古蘇尼特、烏珠穆沁、阿巴哈納爾等部。噶爾丹致書清廷，聲言“倘折卜尊丹巴（哲卜尊丹巴）往投皇上，或拒而不納，或擒之畀我。”被康熙皇帝拒絕。九月，哲布尊丹巴呼圖克圖與喀爾喀三部眾首領盟會，正式歸附清朝。康熙皇帝准其內附，並派人為之安插牧地、發糧賑濟。
康熙二十八年（1689年），噶爾丹之侄策妄阿拉布坦趁噶爾丹遠征，率部反叛。噶爾丹回師追擊不克，被阻於阿爾泰山以東的科布多。策妄阿拉布坦佔據準噶爾本土後，切斷了噶爾丹軍隊的兵源及糧餉。於是噶爾丹再次出征漠北，與俄国殖民者爭奪殘存的喀爾喀部落，並拒絕了清廷提出的與喀爾喀和解的建議。清廷也放棄了調停的努力，準備發兵征討噶爾丹。

#### 烏蘭布通之戰
康熙二十九年（1690年）六月，噶爾丹以追擊土謝圖汗為由，領兵南下，直抵內蒙古烏珠穆沁邊界。噶爾丹在烏爾會河擊敗了一支輕舉妄動的清軍，乘勝進至克什克騰旗，近逼京師。七月，康熙帝御駕親征，以裕親王福全出古北口、恭親王常寧出喜峰口。八月一日，清兵與準噶爾軍在烏蘭布通（今內蒙古克什克騰旗烏蘭布統鄉）交戰，噶爾丹大敗。但福全誤信西藏喇嘛濟嚨呼圖克圖之言，使噶爾丹得以從容撤退。

#### 康熙皇帝親征漠北

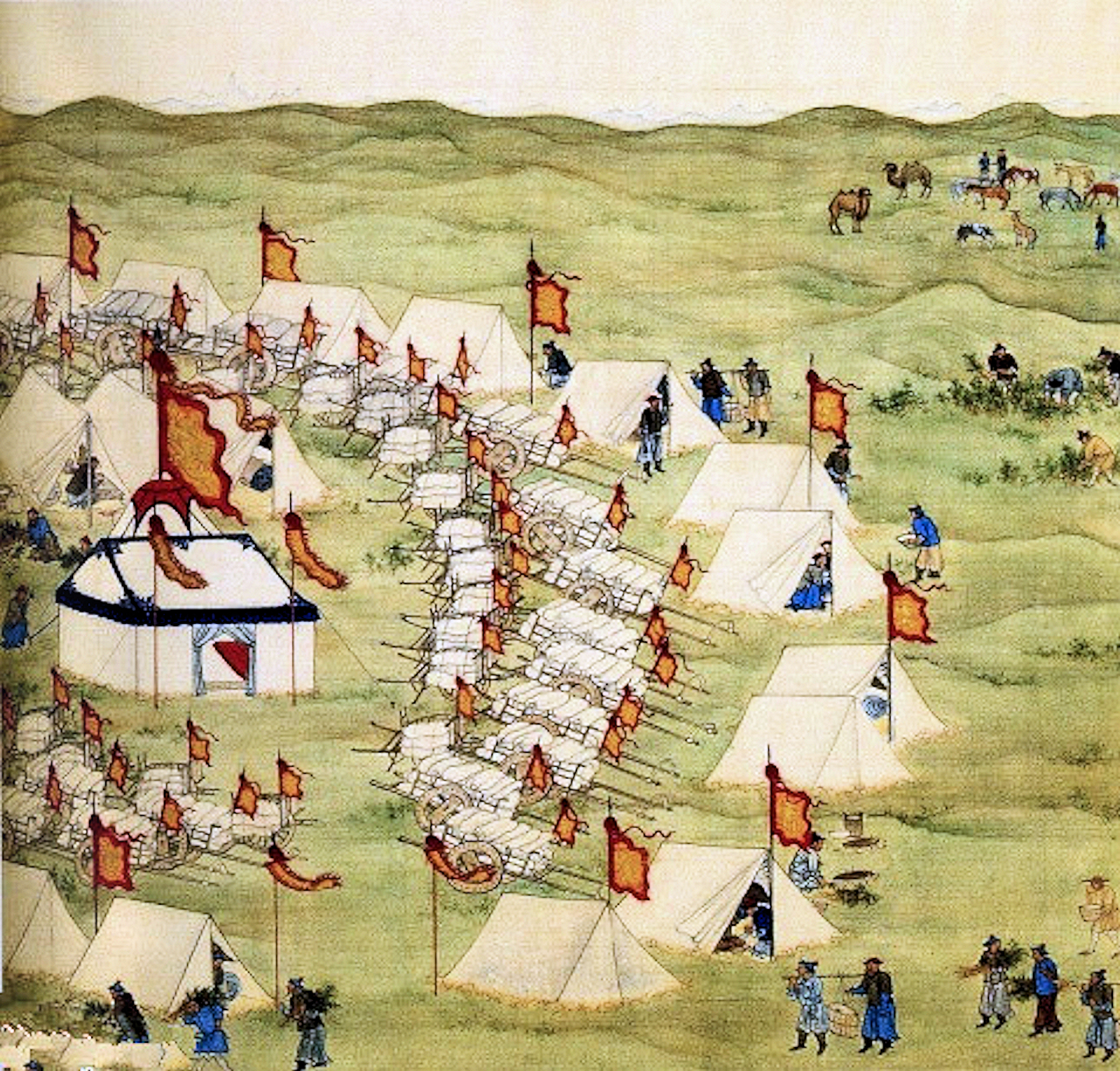
出征克魯倫河畔的清軍營帳（《北征督運圖冊》）

康熙三十四年（1695年）五月，在科布多恢復元氣的噶爾丹領兵三萬，再次出征漠北，抵達克魯倫河流域。次年（1696年）初，清兵分三路北上，出擊噶爾丹。二月二十日前後，撫遠大將軍費揚古由歸化城（今內蒙古呼和浩特）進發，揚威將軍舒恕、安西將軍傅霽、振武將軍孫思克由昆都倫（在今內蒙古包頭市）啟程，是為西路軍。三月，康熙皇帝親率中路大軍，出獨石口。東路軍由黑龍江將軍薩布素，率盛京、寧古塔、黑龍江、科爾沁兵，沿克魯倫河西進。
五月，康熙皇帝進抵克魯倫河。噶爾丹聞訊後，放火燒掉草原，盡棄廬帳器械，率主力軍避走。康熙皇帝以領侍衛內大臣馬斯喀為平北大將軍，率軍追擊。噶爾丹逃至特勒爾口濟，迎面遭遇費揚古所率西路清軍。兩軍在昭莫多（今蒙古國烏蘭巴托南）激戰，準兵大敗，噶爾丹僅率數騎逃走。
康熙三十六年（1697年）三月，康熙皇帝駐蹕寧夏，命費揚古、馬斯喀出擊噶爾丹殘部，清兵進抵狼居胥山，擒獲噶爾丹之子。噶爾丹勢窮力蹙，潛至哈密劫掠糧草不成，不久服毒自盡（此说法目前尚有争议）。康熙帝三征噶尔丹，不仅完全控制了喀爾喀蒙古，而且徹底粉碎了噶爾丹的威胁。

### 平定西藏
策妄阿拉布坦繼位後，起初與清軍合力夾攻噶爾丹。噶爾丹死後，策妄阿拉布坦與清廷維持表面的和平，同時出兵南下回部，將吐魯番、喀喇沙爾、葉爾羌、喀什噶爾等城置於直接統治之下，與清軍控制下的哈密對峙。康熙五十五年（1716年），策妄阿拉布坦派大策零敦多布領兵六千，晝伏夜行，秘密潛入西藏。次年（1717年）十一月，大策零敦多布偷襲拉薩，殺死和碩特部首領拉藏汗，控制了藏內局勢。康熙五十七年（1718年）十月，康熙帝發兵入藏。两年后（1720年），清軍將準噶爾軍逐出西藏，大策零敦多布逃回伊犁。清朝从此在西藏驻军，并于数年后设立驻藏大臣。康熙皇帝撰寫平定西藏記，立御制平定西藏碑於布達拉宮前。
康熙六十年（1721年）三月，允禵提議分三路大軍進兵伊犁，剿滅策妄阿喇布坦，稱：“各路馬駝糧餉俱甚充足，器械俱已齊備，官兵各思奮力。值策妄阿喇布坦人心惶惑之時，可以直搗巢穴，掃蕩無跡。”清廷隨之制定了行軍計劃：阿喇衲、路振聲由烏蘭烏蘇進兵吐魯番，富寧安之兵調往烏蘭烏蘇駐扎；傅爾丹、祁里德在本處預備；祁里德再派兵二千，前往收取策妄阿拉布坦及烏梁海逃眾。康熙皇帝應允。但此時俄羅斯帝國政府派出以溫闊夫斯基為首的使團來到準噶爾，誘使策妄阿喇布坦歸順俄國。五月，康熙帝得到允禵的密奏，於是諭令大軍暫停進剿伊犁。次年，清廷遣使持詔書安撫策妄阿喇布坦，正式停止對伊犁用兵。雍正三年（1725年），策妄阿喇布坦遣使入朝，清廷認為其態度“甚屬恭順”，雙方關係緩和，於是清廷撤回巴里坤的駐軍。

### 準軍反攻及雙方議和
雍正五年（1727年），策妄阿拉布坦病死，其子噶爾丹策零即位。八年（1730年），噶爾丹策零偷襲清軍的阿爾泰山大營。九年（1731年）六月，噶爾丹策零在和通泊之戰中大敗傅爾丹所部清軍。十年（1732年），噶爾丹策零、小策零敦多布東征喀爾喀，進兵至克魯倫河。六月，清額駙策棱在光顯寺之戰中大敗準噶爾軍。噶爾丹策零、小策零敦多布率殘部突圍遁去。雍正十二年（1734年），噶爾丹策零遣使與朝廷議和。乾隆四年（1739年），雙方签订条约，大致以阿爾泰山為界劃定邊界，同時皇帝准許準噶爾入藏煎茶。此後十多年間，準噶爾與清朝相安無事。

### 平定伊犁

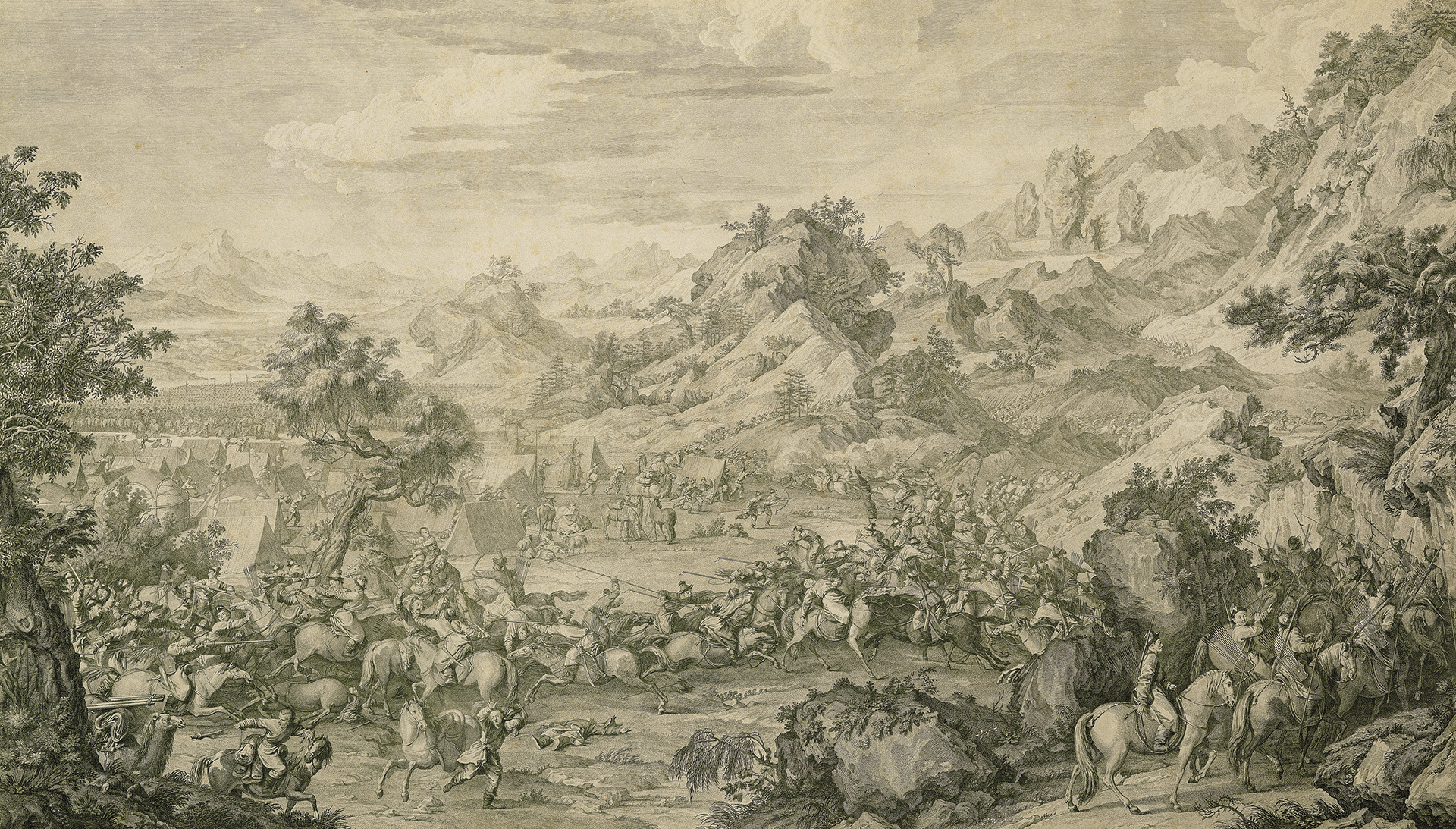
格登鄂拉斫營圖

乾隆十年（1745年），準噶爾爆發瘟疫，噶爾丹策零病死，其長子喇嘛達爾扎與次子策妄多爾濟那木扎爾爭位，準噶爾陷入內亂。乾隆十七年（1752年），大策零敦多布之孫達瓦齊在輝特部台吉阿睦爾撒納的支持下繼承汗位。不久達瓦齊與阿睦爾撒納反目相攻。因準噶爾內亂不已，原本附屬於準噶爾的各部落紛紛投向清朝。乾隆十五年（1750年）九月，原屬達什達瓦部下的宰桑薩喇爾首先率部投奔清朝。乾隆十八年（1753年），車凌、車凌烏巴什、車凌孟克率領杜爾伯特部內附。次年，輝特部台吉阿睦爾撒納降清，被封為親王。同時，清軍招撫了唐努烏梁海和阿爾泰烏梁海。
阿睦爾撒納入朝後，將準噶爾虛實悉數稟告清廷。乾隆皇帝認為攻滅準噶爾時機已到，謂之“天與人歸，機不可失”，故力排眾議，於乾隆二十年（1755年）春發兵出征準噶爾。北路軍以班第為定北將軍，阿睦爾撒納為定邊左副將軍；西路軍以永常為定西將軍，鄂容安為參贊大臣，薩喇爾為定邊右副將軍。兩路大軍約於博爾塔拉會師。五月，清軍進佔伊犁。達瓦齊眾叛親離，率殘部退至昭蘇之格登山。準噶爾降臣阿玉錫帶領清軍二十五人夜袭达瓦齐大营，準軍惊溃，數千人不战自降。达瓦齐仅带少数人仓皇南逃。六月，烏什伯克霍集斯將達瓦齊誘擒後縛送清軍，準噶爾汗國滅亡。達瓦齊被送往熱河朝覲乾隆皇帝，被封為“綽羅斯和碩親王”，居於京師。

### 平定阿睦爾撒納

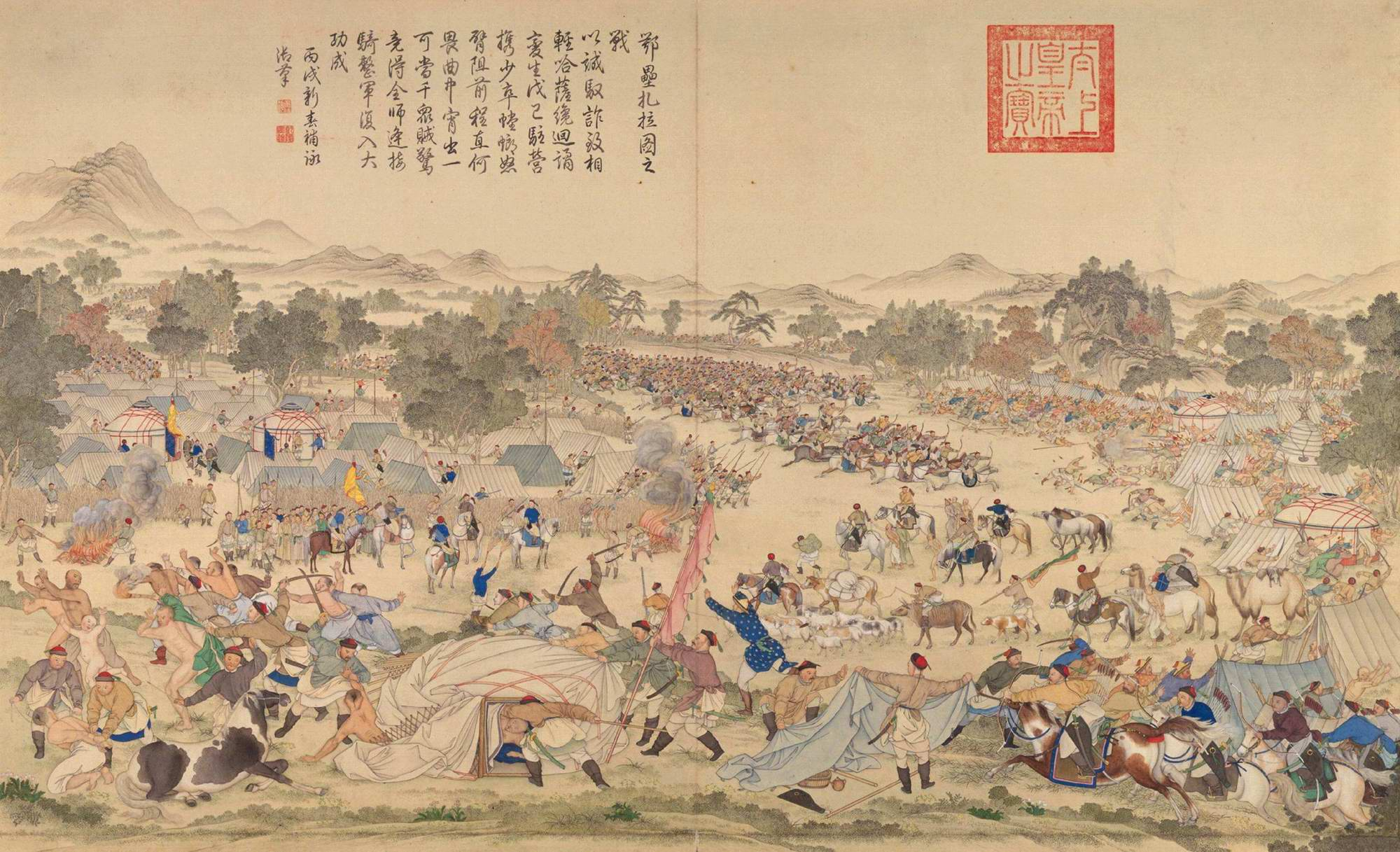
兆惠在鄂壘扎拉圖突圍

清軍平定伊犁後，西征大軍陸續撤回內地，僅留少量兵力駐防伊犁、烏魯木齊等地。阿睦爾撒納野心逐漸顯露，被班第等大臣察覺。班第密奏乾隆皇帝，稱阿睦爾撒納暗中將投降清軍的準噶爾部落收為己有；且不用副將軍印章，而鈐蓋噶爾丹策零所用的菊形小印，隱然以厄魯特四部總汗自居。乾隆皇帝卻認為阿睦爾撒納“不過希圖肥己，不必過於苛求”。不久，阿睦爾撒納叛跡顯著，乾隆皇帝命班第送其赴熱河朝覲，令喀爾喀親王額琳沁多爾濟沿途護送。
八月，阿睦爾撒納以暫歸治裝為借口，以副將軍印信交予額琳沁多爾濟，潛逃至塔爾巴哈臺，與其舊部相約反叛。伊犁的準噶爾宰桑錫克錫爾格等起兵響應。班第率五百人東撤，被叛軍圍困。清兵突圍不成，班第、鄂容安自刭。薩喇爾丟棄官服，換上舊時準噶爾衣冠逃出，被叛軍擒獲。乾隆皇帝聞訊大怒，將額琳沁多爾濟賜死，以策楞為定西將軍，發兩路大軍征討阿睦爾撒納。
乾隆二十一年（1756年）三月，策楞再次攻佔伊犁。阿睦爾撒納逃往哈薩克，受到右部哈薩克汗阿布賚庇護。不久，西征清軍主力撤回內地。清軍將領指揮失當，多次追擊阿睦爾撒納不得，使準噶爾各部落產生輕視之心。十二月，受乾隆皇帝冊封的噶勒藏多爾濟、巴雅爾舉兵反叛，攻陷烏魯木齊。駐紮伊犁的定邊右副將軍兆惠率少量清兵東撤，在庫爾喀喇烏蘇的鄂壘扎拉圖被叛軍達什策凌圍困。兆惠夜間率軍突圍，苦戰後退至烏魯木齊，得知烏魯木齊已經失陷，繼續向東撤退。途中遇雅爾哈善派出的援軍，於次年二月退回巴里坤。

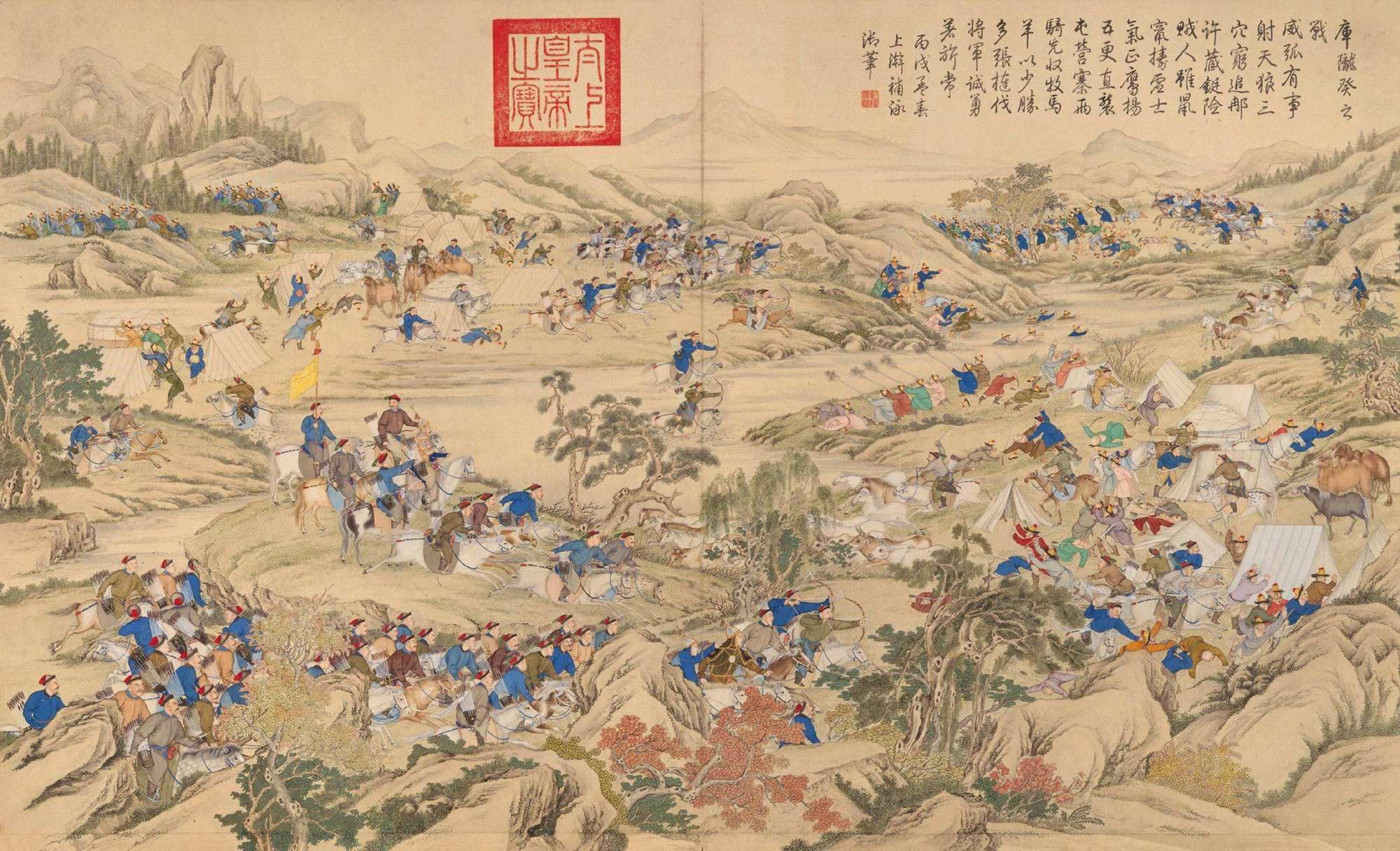
庫隴癸之戰

乾隆二十二年（1757年），阿布賚與阿睦爾撒納反目相攻，阿布賚歸降清廷，稱臣納貢。六月，阿睦爾撒納逃入俄国，年底染天花而死。乾隆二十三年（1758年）正月，俄国遣使告知阿睦爾撒納已死。清廷派人前往邊界驗看屍首。乾隆皇帝以平定阿睦爾撒納，宣諭中外。乾隆二十四年（1759年），清軍剿除了叛軍殘部及逃亡的瑪哈沁，天山北路底定。不久后又平定天山南路，将整个新疆纳入版图。自晚唐安西都护府被吐蕃攻占后，西域时隔千年再次被纳入中国朝廷的管辖。

## 影響

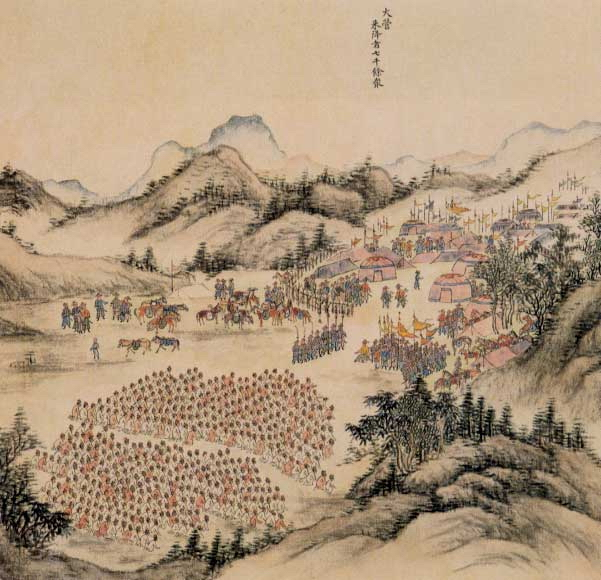
记录准噶尔部众向清军投降的《平定准噶尔图》

清兵佔領西域後，準噶爾下屬部落頭領時叛時降，反覆無常，使清軍損兵折將。乾隆皇帝因此認為其“豺狼成性”，下令將叛亂部落盡行剿滅，“永絕根株”。實際上也不乏有收編者，被清軍剿滅的只是參與叛亂的一部分部落，如噶勒藏多爾濟、巴雅爾、阿巴噶斯、哈丹、沙喇斯等部，以及淪為小股強盜山賊的“瑪哈沁”（在紀昀《閱微草堂筆記》中有描述），但清軍在清剿過程中誤殺濫殺。由於清軍中多喀爾喀蒙古人，對入侵喀尔喀的準噶爾人恨之入骨，剿殺不遺餘力，故還有已經歸附清朝的部落，如沙克都爾曼濟，因被大臣雅爾哈善懷疑叛亂，被清軍誤殺。沒有反叛的部落被編旗，有的還允被派到回部作戰。至今伊犁州昭蘇縣、塔城地區和蒙古國西部都尚有準噶爾歸附部落的後裔。
以俄國歷史學家兹拉特金《准噶尔汗国史》、台灣作家柏楊《中國人史綱》為代表的一些著作及文章認為，乾隆皇帝在消滅阿睦爾撒納後，命令兆惠對準噶爾部落進行了大屠殺，造成準噶爾部落的種族滅絕。兹拉特金的记述为：“所有史料一致指出，大批卫拉特居民被屠杀，这是清军司令部有计划进行的。……切列潘诺夫编年史肯定：在准噶尔‘人、畜全部被杀绝无遗，连俘虏也不放过，只有那些能够逃入俄罗斯边境的人才得了救。’”這種說法可以上溯至清代魏源的《聖武記》：
「王師初入，兵不血刃，矢不再發，而天不許也。王師再入，師則屢次，壘則再因，而天又不許也。幾大幸，又幾大不幸，一激再激，以致我朝之赫怒，帝怒於上，將帥怒於下，合圍掩群，頓天網而大獮之，窮奇渾沌檮杌饕餮之群，天無所訴，地無所容，自作自受，必使無遺育逸種於故地而後已。計數十萬戶中，先痘死者十之四，繼竄入俄羅斯、哈薩克者十之二，卒殲於大兵者十之三，除婦孺充賞外，至今惟來降受屯之厄魯特若干戶，編設佐領昂吉，此外數千里間無瓦剌一氈帳。」
準噶爾部人口因清軍的種族屠殺與逃亡而大量減少。另有餘部份準噶爾部民被編入八旗（或遷徙到漠北等地），成為清軍的作戰力量，投降清軍的準噶爾、輝特部落大多被編入八旗。早年率眾來降者被安置於熱河、漠北。乾隆二十年（1755年）以後歸降者，改準噶爾之名為整個漠西蒙古的部落名額魯特，就地安置，駐紮在新疆伊犁、塔爾巴哈臺以及科布多等地。

### 引用
1. 1 2  History of the Civilizations of Central Asia,Vadiam Mikhailovich Masson, pg. 148
2. ↑  莊吉發. . 中華書局. 1982: 11.
3. ↑  吕振羽. . 中共中央党校出版社. 2007: 232.
4. ↑  《清史稿·卷十》
5. ↑  《平定準噶爾方略》卷之首
6. 1 2  《嘯亭雜錄》卷一平西域
7. ↑  《平定朔漠方略》卷一
8. ↑  《藩部要略》卷十
9. ↑  孟昭信《康熙皇帝》，國家圖書館出版，第224-239頁
10. ↑  《高宗實錄》卷四百九十一乾隆二十年六月甲子
11. ↑  《平定準噶爾方略》正編卷四十九
12. ↑  《中國人史綱》第三十一章：“準噶爾人从此在他們的故土上消失，只剩下一個地理名詞準噶爾盆地和橫亘在中、俄兩國邊界上的準噶爾門要塞，供後人垂泪憑弔。”
13. ↑  《准噶尔汗国史》434頁
14. ↑  《聖武記》卷四
15. ↑  濮德培（Peter C. Perdue）. . 衛城出版.   [2023-02-01]. ISBN 9789869938150. （原始内容存档于2023-02-01）. 準噶爾汗國的最後輓歌：乾隆皇帝對準噶爾民族的清洗